# Porąbka (województwo świętokrzyskie)
Porąbka – zniesiona nazwa kolonii w Polsce, położonej w województwie świętokrzyskim, w powiecie koneckim, w gminie Fałków, obecnie opisywana jako niestandaryzowana kolonia wsi Olszamowice.
Wchodzi w skład sołectwa Olszamowice.
W latach 1975–1998 miejscowość należała administracyjnie do województwa piotrkowskiego.